# Attentat contre De Telegraaf
Cet article concerne l'attentat. Pour le média, voir De Telegraaf. Pour les articles homonymes, voir Telegraaf.
L’attentat contre De Telegraaf est une attaque perpétrée contre le journal De Telegraaf le 26 juin 2018 à Amsterdam, un jour après la publication d'un article révélant le nom de Ridouan Taghi. L'attaque n'a fait aucun mort.
Des membres du club de motard 1% Caloh Wagoh reçoivent l'ordre de commettre un attentat contre le journal De Telegraaf. Vers 04 h 15, un individu emprunte une camionnette blanche et cogne le par-choc avant contre la façade du bâtiment. Il sort ensuite du véhicule, verse de l'essence dans la camionnette avant de jeter une allumette dans la voiture. S'ensuit une explosion. Il prend ensuite la fuite à pied.
Cette attaque a lieu deux jours après un attentat similaire, au lance roquette contre le média Panorama qui a également révélé le nom du grand baron de la drogue.

## Contexte
Les Pays-Bas ont été menacés à de nombreuses reprises lors de ses différentes révélations des noms criminelles opérant sur son territoire (principalement Amsterdam et Utrecht) allant jusqu'à annoncer des attaques sur le sol néerlandais. De nombreux projets d'attentats ont ainsi été déjoués durant les jours précédant cette fusillade, notamment le 21 juin 2018,.
Les médias et journaux néerlandais font régulièrement l'objet de menaces, notamment de la part du monde criminel. Le journal, dont la ligne est ouvertement basée sur la liberté d'expression, a toujours fait du journalisme sur le grand banditisme et les réseaux mafieux actifs sur son territoire, surtout lors de l'époque Willem Holleeder dans les années 1990.
En mai 2018, la rédaction De Telegraaf et plusieurs confrères médiatiques publient un article révélant le nom de Ridouan Taghi, déjà paru dans le site web des affaires criminelles dirigé par Martin Kok, assassiné en décembre 2016. À la suite de cela, les menaces contre le journal s'intensifient et ses confrères de Panorama sont la cible d'un attentat à la lance-roquette et de plusieurs impacts de balles sur son siège social à Amsterdam. Par la suite, les locaux du journal sont régulièrement placés sous protection des forces de l'ordre.

## Déroulement

### Attentat à la camionnette bélier
Le matin du 26 juin 2018, à 4 heures 15, un homme masqué et habillé de noir, muni d'un bidon d'essence dans le coffre de sa Volkswagen Caddy, cogne son par-choc avant contre la façade à l'entrée du siège. Il fait un marche arrière avant de cogner à nouveau l'avant de son véhicule contre la façade. L'auteur sort de son véhicule, ouvre son coffre et sort un bidon d'essence. Il verse de l'essence à l'intérieur et à l'extérieur du véhicule avant d'allumer un incendie à l'aide d'allumettes.
Prenant la fuite à pied, un complice le récupère au bord d'une voiture de marque Audi de couleur foncée. Les pompiers arrivent quelques minutes plus tard pour éteindre l'incendie. A cette heure, le bâtiment est encore totalement vide. Aucune victime n'est à déplorer si ce n'est que les remarquables dégâts. Conscients qu'il s'agit d'un attentat afin de faire passer un message de menace, le journal De Telegraaf publie exclusivement un message sur l'avant-page du site officiel : « Nous ne demeurerons jamais silencieux. »

## Enquêtes
Le texte peut changer fréquemment, n’est peut-être pas à jour et peut manquer de recul. 
Le titre et la description de l'acte concerné reposent sur la qualification juridique retenue lors de la rédaction de l'article et peuvent évoluer en même temps que celle-ci.
Au cours de la journée, des perquisitions sont réalisées dans plusieurs villes des Pays-Bas dont Amsterdam et Utrecht. Les suspects auraient été localisés à Amsterdam en fin de journée, une perquisition du domicile de Bilal El H. et Zakaria N., deux membres d'une organisation criminelle nommée ''la bande des Audis''. Les deux suspects sont relâchés un jour plus tard. Le 2 octobre 2018, un important dispositif policier se déploie avec l'aide d'hélicoptères et une opération anti-Mocro-maffia se met en place. Leur localisation reste encore hypothétique en plein matin. Thomas Aling, chef de l'Unité de terre, affirme que l'opération n'était « qu'une perquisition, une fouille des lieux pour relever des empreintes ADN ». Sept membres de l'entourage des auteurs présumés de l'attentat ont été placés en garde à vue.
Le 8 avril 2019, une nouvelle opération policière a lieu à Amsterdam en plein matin, permettant aux policiers d'arrêter douze individus potentiellement liés à l'attentat contre De Telegraaf. Quatre des douze suspects sont relâchés avant que six autres le soient également. Deux hommes sont poursuivis pour avoir joué un rôle dans l'incident.
Le 2 octobre 2019, les autorités néerlandaises révèlent que les deux hommes poursuivis sont des membres d'un club de motard 1% connu sous le nom de Caloh Wagoh. Ils sont également poursuivis pour six assassinats sous commandements du baron Ridouan Taghi. La police mène une troisième opération menant à l'arrestation de quatre autres membres du club, également liés à l'attentat.
Le 16 juin 2020, le ministère public des Pays-Bas réclame une peine de douze ans d'emprisonnement contre six auteurs pour attentat contre la liberté de la presse et contre un État démocratique. Deux des auteurs sont Bilal El H. et Zakaria N., arrêtés et relâchés quelques heures après l'attentat. Bilal El H. serait le principal cerveau de l'attentat qui aurait commandé le groupe Caloh Wagoh sous les ordres de Ridouan Taghi. Contre un troisième auteur, Nabil D., le Ministère public requiert neuf ans d'emprisonnement. Les quatre autres auteurs impliqués sont Mohamed A., Achraf B., Houssein I. et Islam B..

## Réactions internationales
- Pays-Bas : Le Premier ministre néerlandais, Mark Rutte, a qualifié l'attaque de "gifle à la démocratie" et a exprimé son soutien inconditionnel à la liberté de la presse. Il a souligné l'importance de protéger les journalistes et de garantir qu'ils puissent travailler sans peur de représailles[25],[26].
- Pays-Bas : Le rédacteur en chef de De Telegraaf, Paul Jansen (nl), a déclaré que le journal ne se laisserait pas intimider et continuerait son travail journalistique. Les journalistes néerlandais ont exprimé leur solidarité, avec certains établissant des liens avec des attaques similaires contre des médias dans le passé, renforçant l'idée que la presse ne doit pas céder face à l'intimidation[25],[26].
- Belgique : Les responsables belges ont exprimé leur solidarité avec les Pays-Bas et ont condamné l'attaque. Ils ont souligné l'importance de la coopération transfrontalière pour lutter contre la criminalité organisée qui semble être derrière cet incident.
- Autriche : L'Organisation pour la sécurité et la coopération en Europe (OSCE) a fermement condamné l'attaque. Harlem Désir, le représentant de l'OSCE pour la liberté des médias, a appelé à une enquête complète et approfondie, soulignant l'importance de protéger les journalistes contre de telles menaces[26].

### Audiographie
- Radio France, Aux Pays-Bas s'ouvre un procès hors norme pour un baron de la drogue, francetvinfo, 5 mars 2020.